# Briosco
Briosco (lombardul: Briusch vagy Briósch) település Olaszországban, Lombardia régióban, Monza e Brianza megyében. Lakosainak száma 6075 fő (2023. január 1.). Briosco Besana in Brianza, Carate Brianza, Giussano, Inverigo, Renate, Veduggio con Colzano és Verano Brianza községekkel határos.

## Népesség
A település népességének változása:
| Lakosok száma | 6011 | 6020 | 5988 | 6075 |
|               | 2013 | 2017 | 2018 | 2023 |